# Heller-Bräu Trum

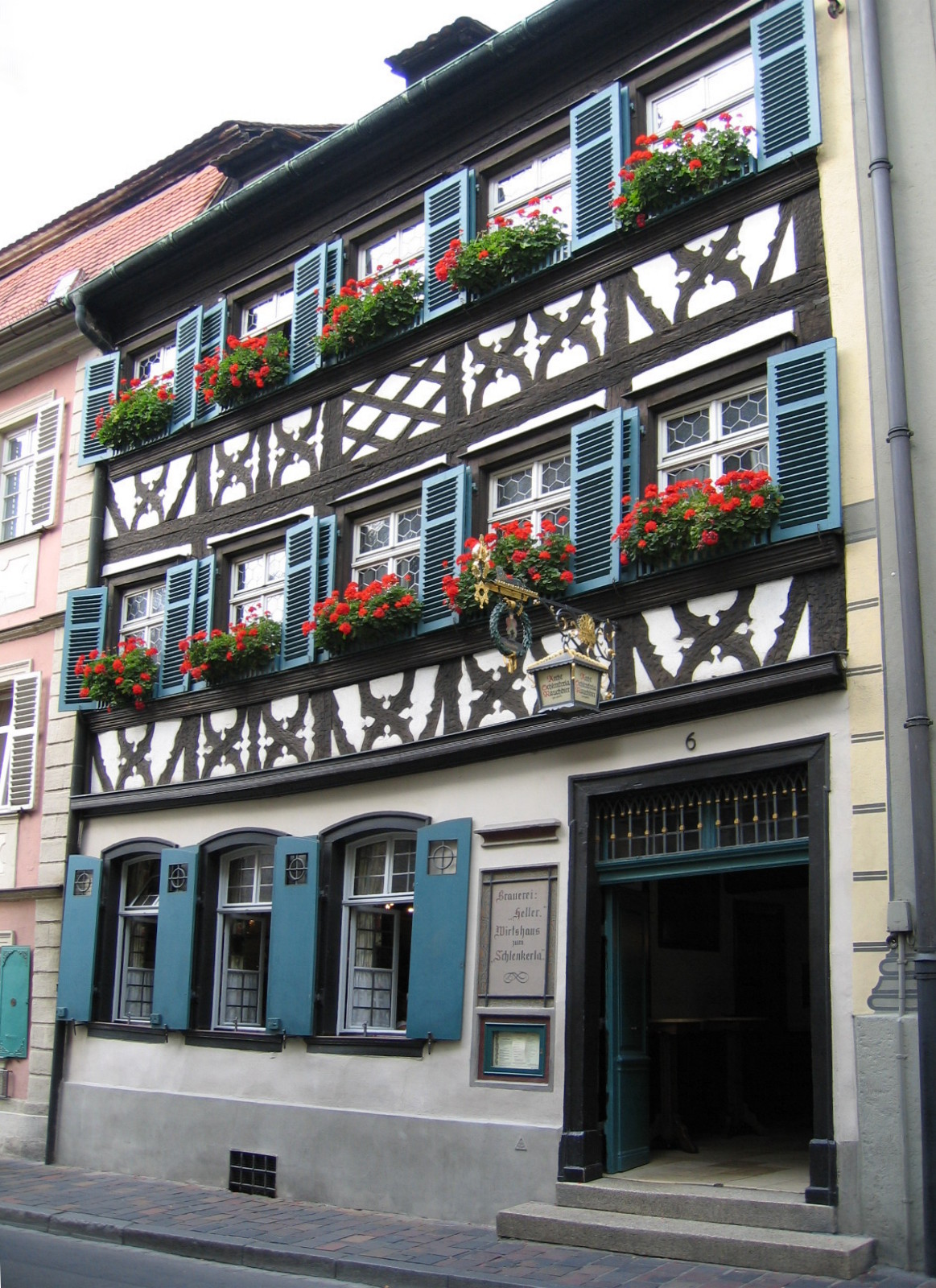
Wirtshaus Zum Schlenkerla

Die Heller-Bräu Trum GmbH ist eine Brauerei in Bamberg.

## Schlenkerla
Das Schlenkerla (früher Zum blauen Löwen, auch Brauerei Heller) ist eine historische Brauereigaststätte in Bamberg. Sie wurde erstmals 1405 urkundlich erwähnt und ist die bekannteste Rauchbierbrauerei Deutschlands. Ihren im Volksmund verbreiteten Namen Schlenkerla verdankt die Brauerei Andreas Graser. Von 1875 bis zu seinem Tod im Jahr 1905 war er Braumeister der Brauerei Heller. Überlieferungen zufolge sollen dem Brauer beim Ausladen der Fässer vom Karren die Pferde durchgegangen sein. Er wurde vom Fuhrwerk erfasst und verletzt. Seitdem musste er die Verletzung beim Gehen mit dem Schlenkern der Arme ausgleichen.
Das Gebäude Zum Blauen Löwen, in dem sich heute die Gaststätte Schlenkerla befindet, wurde erstmals 1405 urkundlich erwähnt. Zu dieser Zeit lag das Gebäude rund um die Klosterkirche der Dominikanermönche in der Hand der Familie Zollner. Der Büttner Asmus Schneider war 1538 vermutlich der erste Eigentümer, der in dem Gebäude Zum blauen Löwen eine Gaststätte und Brauerei einrichtete. Während des Dreißigjährigen Krieges wurde das Anwesen fast vollständig zerstört. 1649 erwarb Jakob Stengel die Ruine und begann mit dem Wiederaufbau.
In den darauffolgenden Jahren wurde das Haus mit einem Rückgebäude erweitert. 1714 sah sich der neue Besitzer, Georg Zimmermann, durch seine Misswirtschaft gezwungen, Konkurs anzumelden. Johann Peter Hirsch, Unterschultheiß des St.-Georgen-Viertels, erwarb das gesamte Anwesen und das Braurecht. 1738 kaufte Johann Wolfgang Heller die Brauerei und gab ihr den noch bestehenden Namen Hellerbräu. Zusätzlich eignete er sich einen Felsenkeller auf dem Kaulberg an, den er mit Feld und Garten seiner Tochter vererbte. Sein Enkel Josef Heller übernahm 1797 die Geschäfte und kaufte den Felsenkeller auf dem Kaulberg zurück.
Mit dem Erwerb der Brauerei durch Konrad Graser 1866 begann eine neue Ära. Die Brauerei ist noch heute in Händen seiner Nachkommen. Mit der Heirat seines Sohnes Andreas 1877 zog sich Konrad aus dem Geschäft zurück. Nach Andreas’ Tod übernahm 1906 dessen Sohn Michael die Geschäfte. Er erweiterte durch den Kauf eines weiteren Grundstücks am Oberen Stephansberg den Felsenkeller und baute die Sommerwirtschaft aus. 1926 erweiterte er auch die Gaststätte durch Pachtung der Dominikanerklause. Zusätzlich ließ er 1936 ein Sudhaus und eine Flaschenabfüllanlage errichten. Nach seinem Tod 1943 führten seine Witwe Margarete und die Tochter Elisabeth die Brauerei in den letzten Jahren des Zweiten Weltkriegs. Gegenwärtig befindet sich die Brauerei im Besitz von Matthias Trum, dem Enkel von Jakob und Elisabeth Trum.
Eine Bamberger Reimchronik fasst es folgendermaßen zusammen: „Weil er gern mit seina Orm a wengla gschlenkert hot, drum hom´s ihn Schlenkerla getauft aus Übermut und Spott“. Die Brauerei ist einer der Schauplätze der Erich-Kästner-Verfilmung Das fliegende Klassenzimmer (1973). Die Gaststätte heißt im Film Zum tollen Hund.

## Biersorten
In der Brauerei werden verschiedene  Biersorten gebraut, darunter:
- Rauchbier: Das Aecht Schlenkerla Rauchbier ist ein dunkles, untergäriges Märzenbier. Gelagert wird es traditionell in einem Eichenholzfass.[5]
- Urbock: Der vollmundige und herbe Urbock wird zur Starkbierzeit im Herbst ausgeschenkt.[5]
- Rauchweizen: Das Weizenbier wird mit hauseigenem Rauchmalz gebraut und erhält daher seinen zarten Rauchgeschmack.[5]
- Lager: Die Brauerei Schlenkerla verwendet für den Brauvorgang des Rauchbieres und des Lagers dieselben Kupferkessel und vor allem dieselbe Hefe. Dadurch erhält das Aecht Schlenkerla Lagerbier seinen subtilen Rauchgeschmack.[5]
- Kräusen: Die Kombination eines Jungbieres mit einem bereits ausgereiften Bier bezeichnet man als Kräusen. Das Kräusen entsteht aus einem Lagerbier, welchem Märzenbier hinzugefügt wird.[5]
- Fastenbier: Durch seine untergärige, vollmundige Hefe erhält das Fastenbier seine leichte Trübung. Es besitzt einen feinen Rauchgeschmack und eine dezent bittere Note.[5]
- Eiche: Das Doppelbock der Brauerei Schlenkerla, das Eiche genannt wird, wird nur zur Weihnachtszeit ausgeschenkt. Das Malz wird dafür nicht wie üblich über Buchenholz, sondern über Eichenholz getrocknet.[5]
- Weichsel: Rotbier, gebraut mit über Kirschholz getrocknetem Kirschrauchmalz und Aromahopfen mit 4,6 %vol Alkohol[6]
- Erle: Schwarzbier mit über Erlenholz getrocknetem Erlenrauchmalz und 4,3 %vol Alkohol[7]
- Hansla: alkoholarmes Rauchbier unfiltriert, mild, und rauchig mit 0,9 %vol Alkohol[8]

Die Brauerei bringt zudem regelmäßig saisonale Spezialbiere auf den Markt.